# Sultans Head Rock
Der Sultans Head Rock ist ein Felssporn auf der antarktischen Ross-Insel. Er ragt 12 km südöstlich der Vee Cliffs auf der Ostseite der Hut-Point-Halbinsel auf.
Die deskriptive Benennung geht auf Thomas Vere Hodgson (1864–1926) zurück, der bei der britischen Discovery-Expedition (1901–1904) unter der Leitung des britischen Polarforschers Robert Falcon Scott hier Gesteinsproben sammelte. Hodgson fühlte sich bei dieser Felsformation an den mit einem Turban versehenen Kopf eines Sultans erinnert.